# National Women's Hockey League
National Women's Hockey League (NWHL) var en ishockeyliga för damer i Kanada, som bedrevs av Ontarios damishockeyförbund åren 1999-2007. Ligans mest långvariga ordförande var Susan Fennell, borgmästare i Brampton, Ontario, som valdes till ligans ordförande år 2000 och avgick i juli 2006. Expansion till USA planerades, men efter säsongen 2006/2007 upplöstes ligan och lagen uppgick i Canadian Women's Hockey League och Western Women's Hockey League.

## NWHL:s indelning

### Central Division
- Brampton Thunder, Brampton, Ontario (bildades 1999)
- Oakville Ice, Oakville, Ontario (bildades 1999 som Mississauga Chiefs, blev Ice Bears år 2000, flyttade till Oakville 2003)
- TELUS Lightning, Ajax, Ontario (bildades år 2000 som ClearNET Lightning, blev TELUS år 2001)
- Toronto Aeros, Toronto, Ontario (bildades 1999 som Beatrice Aeros, blev Toronto 2003)

### Eastern Division
- Stars de Montréal, Montréal, Québec (bildades 1999 som Montréal Wingstar, 2003–2007 som Axion de Montréal)
- Ottawa Raiders, Ottawa, Ontario (bildades 1999)
- Phénix de Québec, Québec, Québec (bildades 1999 som Sainte-Julie Panthères, blev Les Cheyennes de la Métropole 2001, flyttade till staden Québec 2002 och blev Québec Avalanche och senare Phénix de Québec, upphörde med elitlaget 2008)

## Tidigare lag
- Calgary Oval X-treme (2002-2004)
- Edmonton Chimos (2002-2004)
- Laval Le Mistral (1999-2001)
- Montréal Jofa-Titan (1999-2000)
- Scarborough Sting (1999-2000)/Toronto Sting (2000-2001)
- Vancouver Griffins (2001-2003)

## Vinnare
Vinnaren är i fet stil.
- 1999/2000 - Beatrice Aeros mot Sainte-Julie Panthères
- 2000/2001 - Beatrice Aeros mot Sainte-Julie Panthères
- 2001/2002 - Beatrice Aeros mot Brampton Thunder
- 2002/2003 - Calgary X-Treme mot Beatrice Aeros
- 2003/2004 - Calgary X-Treme mot Brampton Thunder
- 2004/2005 - Toronto Aeros mot Montreal Axion
- 2005/2006 - Montreal Axion mot Brampton Thunder
- 2006/2007 - Brampton Thunder mot Montreal Axion

### Fotnoter
1. ↑  ”Women’s hockey leagues in trademark dispute over rights to 'NWHL'” (på engelska). Globe and Mail. 27 april 2016. http://www.theglobeandmail.com/sports/hockey/womens-hockey-leagues-in-trademark-dispute-over-rights-to-nwhl/article29779490/. Läst 7 januari 2017.